# Canthigaster ocellicincta
Canthigaster ocellicincta, tên thông thường là cá nóc nhút nhát, là một loài cá biển thuộc chi Canthigaster trong họ Cá nóc. Loài này được mô tả lần đầu tiên vào năm 1977.

## Phân bố và môi trường sống
C. ocellicincta có phạm vi phân bố ở vùng biển Tây Thái Bình Dương. Loài này được tìm thấy ở phía đông quần đảo Mã Lai, từ Sabah (Malaysia); đông bắc Kalimantan, Flores và Tây Papua (Indonesia), trải rộng về phía đông, băng qua quần đảo Solomon đến Fiji. Phía nam trải dài đến New Caledonia và phía bắc rạn san hô Great Barrier (Úc). Ở phía bắc giới hạn đến quần đảo Ryukyu và Palau (không có mặt ở đảo Đài Loan). C. ocellicincta được tìm thấy ở xung quanh các rạn san hô ở độ sâu khoảng từ 20 đến 53 m.

## Mô tả
C. ocellicincta trưởng thành có kích thước tối đa được ghi nhận là khoảng 7 cm. Cơ thể của C. ocellicincta có màu nâu với hai sọc trắng nằm trong một vùng màu nâu sẫm ở hai bên thân. Cơ thể được phủ đầy các vân sọc và đốm chấm màu xanh lam. Đây là một loài rất nhát.
Số gai ở vây lưng: 0; Số tia vây mềm ở vây lưng: 9; Số gai ở vây hậu môn: 0; Số tia vây mềm ở vây hậu môn: 9; Số tia vây mềm ở vây ngực: 16.
Cũng như những loài cá nóc khác, C. ocellicincta có khả năng sản xuất và tích lũy các độc tố như tetrodotoxin và saxitoxin trong da, tuyến sinh dục và gan. Mức độ độc tính khác nhau tùy theo từng loài, và cũng phụ thuộc vào khu vực địa lý và mùa.
Thức ăn của C. ocellicincta rất đa dạng, bao gồm rong tảo, các loài động vật giáp xác và động vật thân mềm.